# Calamus wari-wariensis
Calamus wari-wariensis är en enhjärtbladig växtart som beskrevs av Odoardo Beccari. Calamus wari-wariensis ingår i släktet Calamus och familjen Arecaceae. Inga underarter finns listade i Catalogue of Life.